# Diversibipalium multilineatum
Diversibipalium multilineatum (лат.) — вид крупных наземных хищных ресничных червей из семейства Geoplanidae. 
Происходит из Японии.
Впервые за пределами Азии был отмечен в 2016, в Болонье, Италия (из находки в сентябре 2014), а также в некоторых местностях во Франции. Таким образом, он входит в число инвазивных видов в Европе.

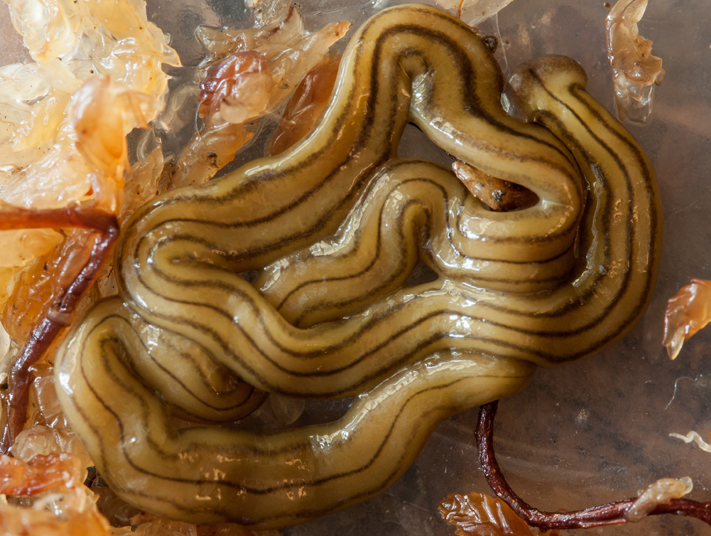
Diversibipalium multilineatum из Италии: тело с характерными спинными линиями
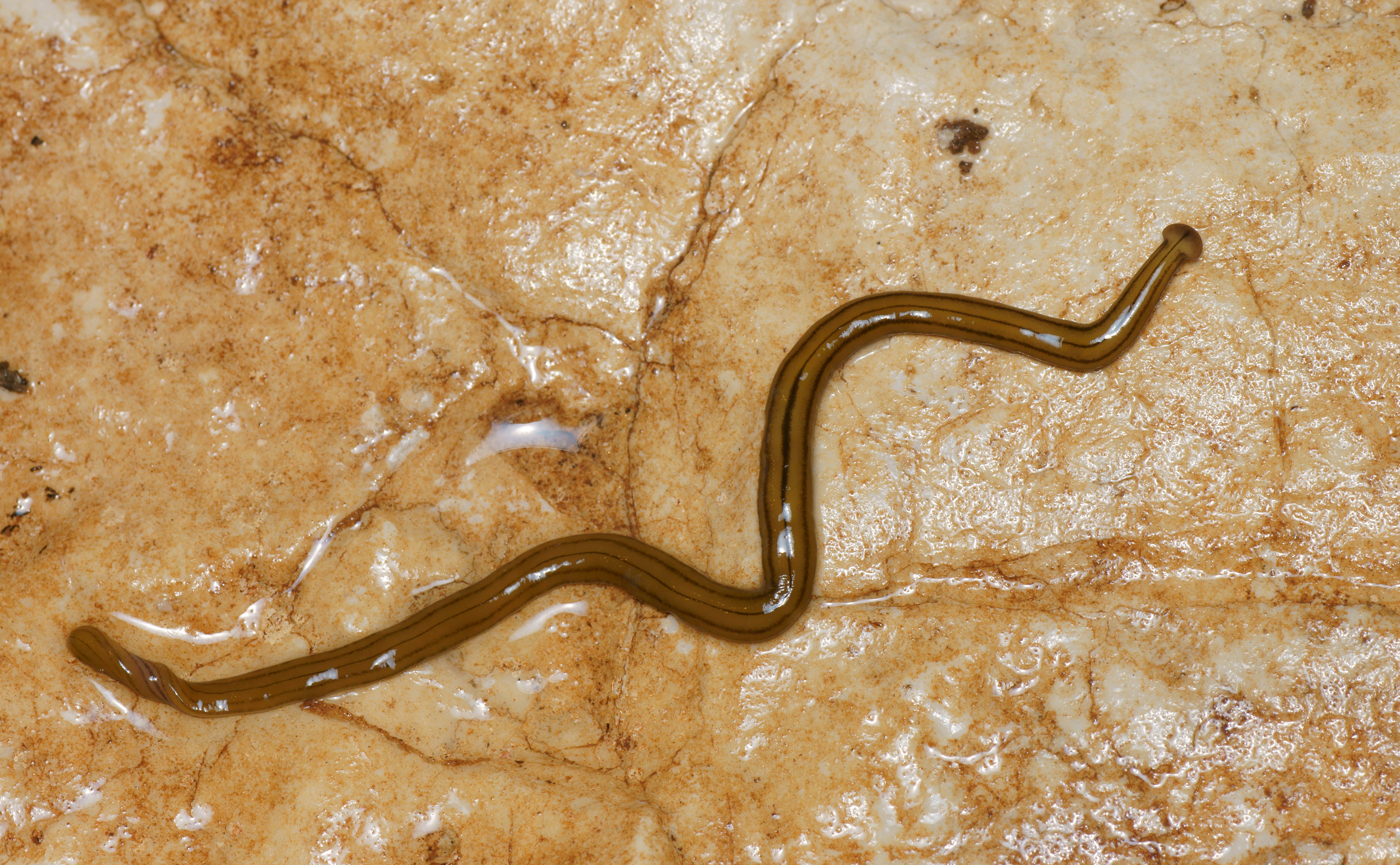
Diversibipalium multilineatum, тело
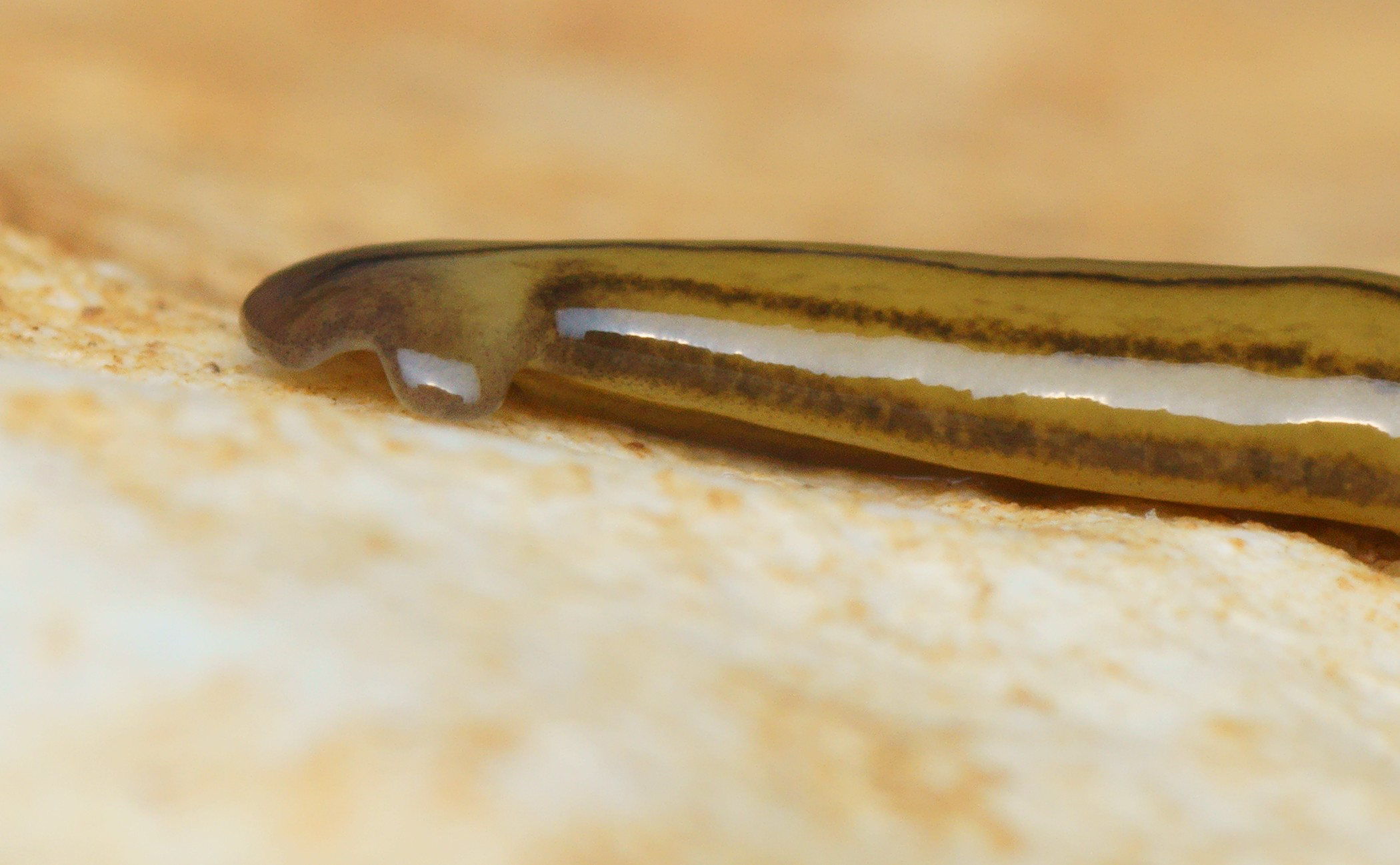
Diversibipalium multilineatum, голова
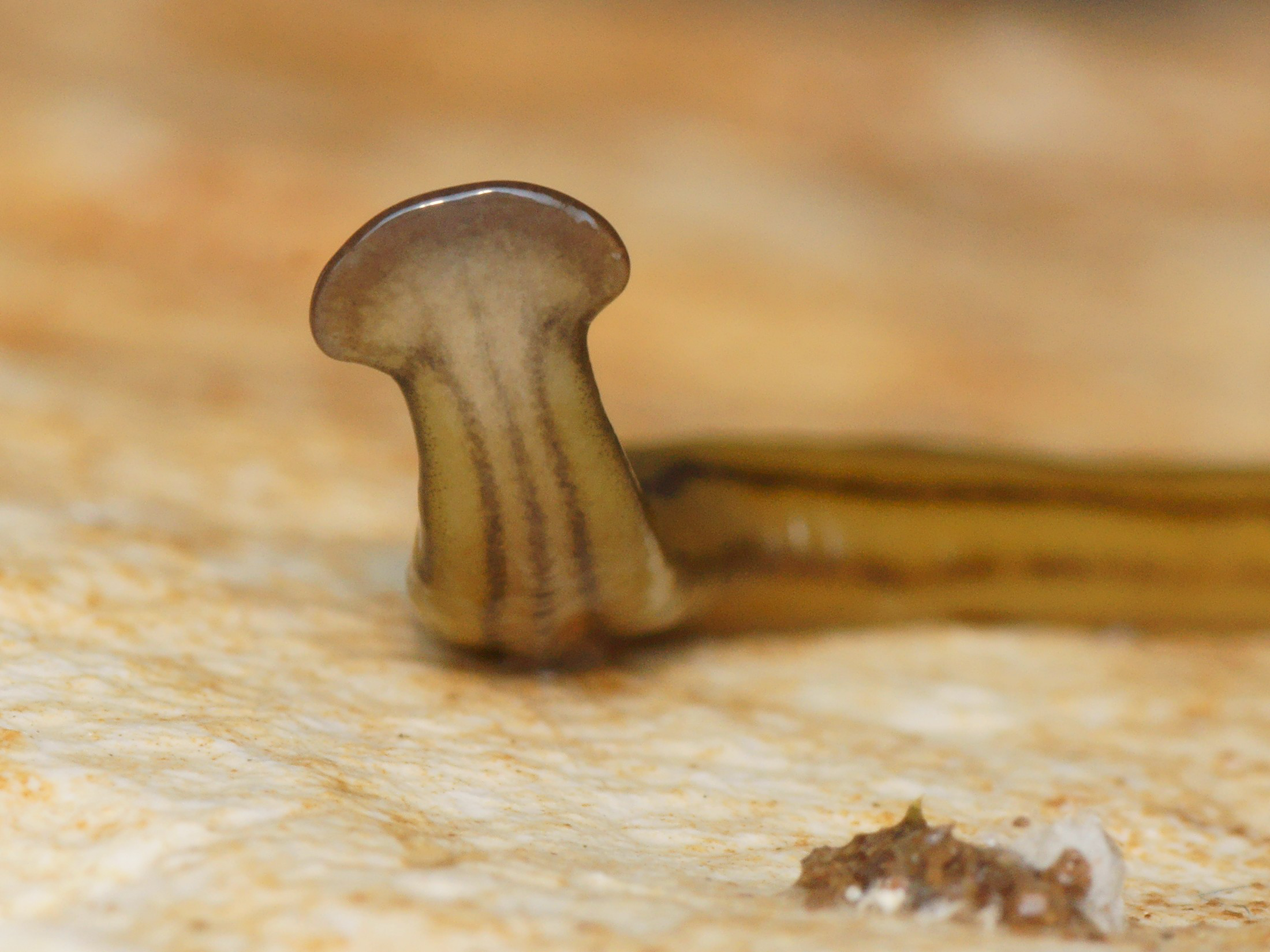
Diversibipalium multilineatum, голова
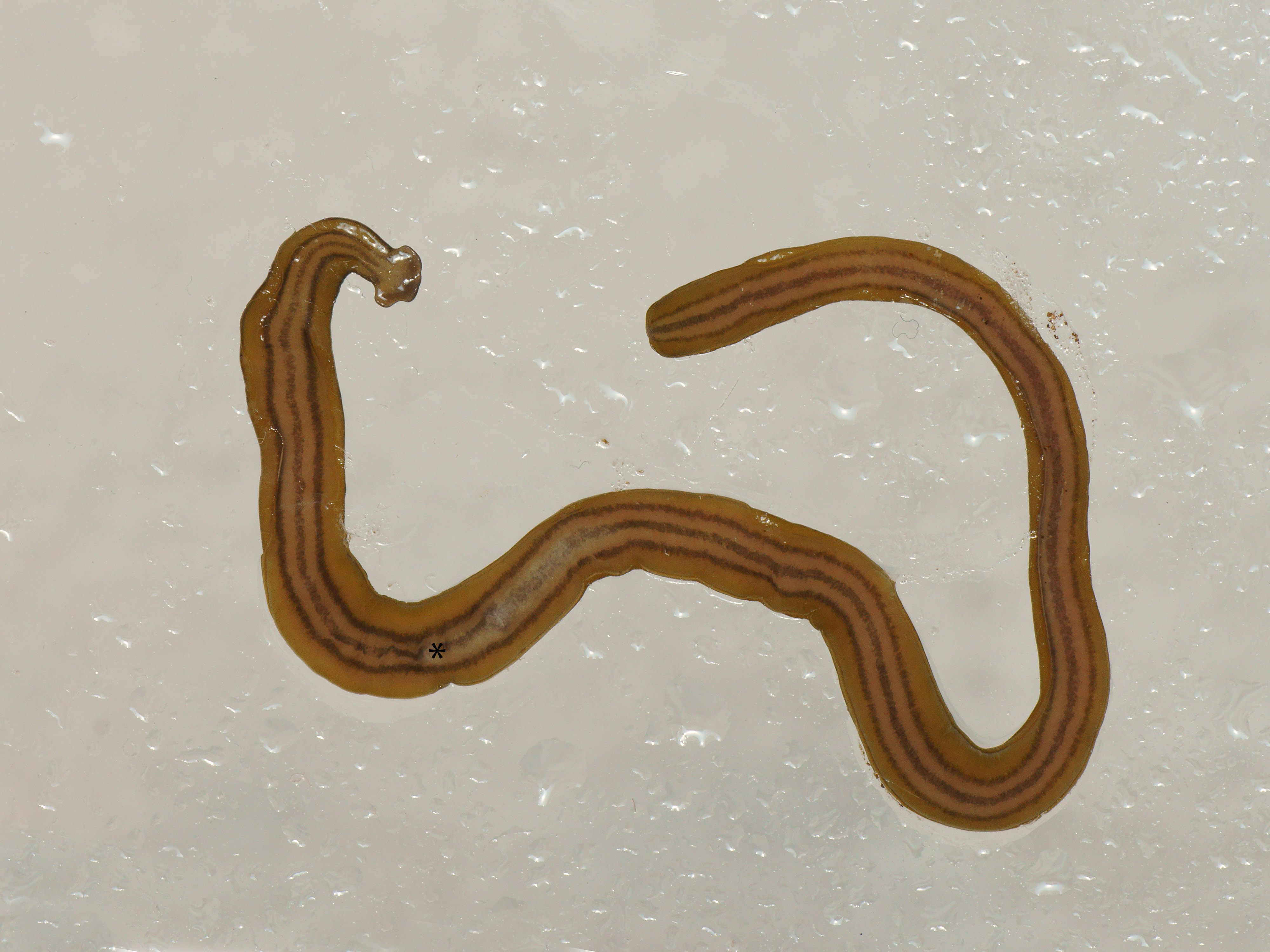
Diversibipalium multilineatum, тело, вентральный вид